# Ernst Müller (Philosoph)
Ernst Müller (* 1957) ist ein deutscher Philosoph.

## Leben
Nach dem Studium und Forschungsstudium am Institut für Philosophie der HU Berlin und der Promotion A 1987 war er von 1987 bis 1990 am Zentralinstitut für Literaturgeschichte an der Akademie der Wissenschaften der DDR tätig. Von 1991 bis 1993 war er Postdoktorand am Graduiertenkolleg Kommunikationsformen als Lebensformen an der Universität/Gesamthochschule Siegen. Von 1995 bis 2001 war er wissenschaftlicher Assistent am Institut für Philosophie der Humboldt-Universität. Nach der Habilitation 2003 im Fach Philosophie an der Humboldt-Universität zu Berlin war er von 2001 bis 2005 Mitarbeiter am Projekt Figuren des Sakralen in der Dialektik der Säkularisierung. Von 2005 bis 2019 war er Leiter des Projektes Theorie und Konzept einer interdisziplinären Begriffsgeschichte am Zentrum für Literaturforschung. Von 2020 bis 2024 war er Leiter des ZfL-Projektes Das 20. Jahrhundert in Grundbegriffen. Lexikon zur politisch-sozialen und kulturellen Semantik in Deutschland.
Seine Arbeitsschwerpunkte sind Philosophie und ihre Geschichte (18. und 19. Jahrhundert, deutscher Idealismus, Romantik), Universitätsgeschichte, Hermeneutik, Begriffsgeschichte und historische Semantik, Ästhetik und Religionsphilosophie und Wissenschaftsgeschichte.

## Schriften (Auswahl)
- Friedrich Schleiermacher. Eine Studie zur Philosophie, Religion und Politik im deutschen Frühliberalismus. Berlin 1987, OCLC 916998581
- Kunstreligion und ästhetische Religiosität. In den Philosophien von der Aufklärung bis zum Ausgang des deutschen Idealismus. Berlin 2004, ISBN 3-05-003764-4.
- mit Falko Schmieder: Begriffsgeschichte und historische Semantik. Ein kritisches Kompendium. Berlin 2016, ISBN 978-3-518-29717-9.
- mit Falko Schmieder: Begriffsgeschichte. Zur Einführung. Hamburg 2020, ISBN 3-96060-317-7.
- in Zusammenarbeit mit Annett Martini: Lazar Gulkowitsch: Schriften zur begriffsgeschichtlichen Methode 1934–1940/41. Göttingen 2022, ISBN 978-3-666-31149-9.
- mit Barbara Picht (Hrsg.): »Vorträge der Bibliothek Warburg«. Das intellektuelle Netzwerk der kulturwissenschaftlichen Bibliothek Warburg. Göttingen 2023, ISBN 978-3-8353-5345-9.